# Les Grands Classiques de la BD historique Vécu
Les Grands Classiques de la BD historique Vécu est une série de bande dessinée éditée par Hachette, dont la publication a commencé le 15 octobre 2019. Elle est prévue en 144 tomes, dont les dos placés côte à côte formeront une frise illustrée.

## Historique éditorial
À la suite du succès de ses précédentes éditions chez les marchands de journaux, l'éditeur Hachette Collections poursuit sa politique de constituer des collections regroupant de nombreux auteurs sous une même thématique et en proposant par là même des dossiers sur les auteurs et les œuvres d'époque. L'engouement du public pour la série anthologique Les Grands Classiques de la bande dessinée érotique a amené Hachette à proposer un concept plus ambitieux au public, d'où la conception de cette publication : outre les séries classiques parues dans le magazine Vécu (1985–2004), les séries sorties plus récemment en librairie seront aussi intégrées. 144 numéros ont ainsi été annoncés mais, en cas de succès, le responsable de la collection David Jolly n'exclut pas d'étendre au-delà de ce nombre la collection.

## Albums
L’intégralité des séries suivantes, originellement publiées par Glénat, est annoncée dans cette réédition par Hachette : Les 7 Vies de l’Épervier, Les Tours de Bois-Maury, Giacomo C, Les Chemins de Malefosse, Les Pionniers du Nouveau Monde, Le Masque de fer, Masquerouge, Les Aigles décapitées, Dampierre et Le Fou du Roy.
1. Les Sept Vies de l’Épervier t. 1 : La Blanche morte, de Patrick Cothias et André Juillard (15 octobre 2019)
2. Les Sept Vies de l’Épervier t. 2 : Le Temps des chiens, de Patrick Cothias et André Juillard (29 octobre 2019)
3. Les Sept Vies de l’Épervier t. 3 : L’Arbre de mai, de Patrick Cothias et André Juillard (14 novembre 2019)
4. Les Tours de Bois-Maury t. 1 : Babette, de Hermann (14 novembre 2019)
5. Les Sept Vies de l’Épervier t. 4 : Hyronimus, de Patrick Cothias et André Juillard (27 novembre 2019)
6. Les Sept Vies de l’Épervier t. 5 : Le Maître des oiseaux, de Patrick Cothias et André Juillard (11 décembre 2019)
7. Les Tours de Bois-Maury t. 2 : Éloïse de Montgri, de Hermann (24 décembre 2019)
8. Les Tours de Bois-Maury t. 3 : Germain, de Hermann (7 janvier 2020)
9. Les Sept Vies de l’Épervier t. 6 : La Part du diable, de Patrick Cothias et André Juillard (18 janvier 2020)
10. Les Sept Vies de l'Épervier t. 7 : La Marque du Condor, de Patrick Cothias et André Juillard (1er février 2020)
11. Les Tours de Bois-Maury t. 4 : Reinhardt, de Hermann (15 février 2020)
12. Les Tours de Bois-Maury t. 5 : Alda, de Hermann (3 mars 2020)
13. Les Tours de Bois-Maury t. 6 : Sigurd, de Hermann (30 mai 2020)
14. Les Tours de Bois-Maury t. 7 : William, de Hermann (23 juin 2020)
15. Les Tours de Bois-Maury t. 8 : Le Seldjouki, de Hermann (2 juillet 2020)
16. Les Tours de Bois-Maury t. 9 : Khaled, de Hermann (16 juillet 2020)
17. Giacomo C. t. 1 : Le Masque dans la bouche noire, de Jean Dufaux et Griffo (29 juillet 2020)
18. Les Tours de Bois-Maury t. 10 : Olivier, de Hermann (12 août 2020)
19. Les Tours de Bois-Maury t. 11 : Assunta, de Hermann (26 août 2020)
20. Les Tours de Bois-Maury t. 12 : Rodrigo, de Hermann (5 septembre 2020)
21. Les Tours de Bois-Maury t. 13 : Dulle Griet, de Hermann (23 septembre 2020)
22. Giacomo C. t. 2 : La Chute de l'ange, de Jean Dufaux et Griffo (8 octobre 2020)
23. Giacomo C. t. 3 : La Dame au cœur de suie, de Jean Dufaux et Griffo (23 octobre 2020)
24. Les Tours de Bois-Maury t. 14 : Vassya, de Yves H. et Hermann (4 novembre 2020)
25. Les Tours de Bois-Maury t. 15 : Œil de ciel, de Yves H. et Hermann (19 novembre 2020)
26. Giacomo C. t. 4 : Le maître et son valet, de Jean Dufaux et Griffo (2 décembre 2020)
27. Giacomo C. t. 5 : Pour l'amour d'une cousine, de Jean Dufaux et Griffo (17 décembre 2020)
28. Giacomo C. t. 6 : La Bague des Fosca, de Jean Dufaux et Griffo (29 décembre 2020)
29. Giacomo C. t. 7 : Angelina, de Jean Dufaux et Griffo (14 janvier 2021)
30. Giacomo C. t. 8 : La non-belle, de Jean Dufaux et Griffo (28 janvier 2021)
31. Giacomo C. t. 9 : L'heure qui tue, de Jean Dufaux et Griffo (11 février 2021)
32. Les Chemins de Malefosse t. 1 : Le Diable noir, de Daniel Bardet et François Dermaut (25 février 2021)
33. Giacomo C. t. 10 : L'ombre de la tour, de Jean Dufaux et Griffo (11 mars 2021)
34. Giacomo C. t. 11 : Des lettres, de Jean Dufaux et Griffo (25 mars 2021)
35. Giacomo C. t. 12 : La Fiammina, de Jean Dufaux et Griffo (8 avril 2021)
36. Giacomo C. t. 13 : La fuite, de Jean Dufaux et Griffo (20 avril 2021)
37. Les Chemins de Malefosse t. 2 : L'Attentement, de Daniel Bardet et François Dermaut (4 mai 2021)
38. Les Chemins de Malefosse t. 3 : La Vallée de misère, de Daniel Bardet et François Dermaut (20 mai 2021)
39. Giacomo C. t. 14 : Boucles d'or, de Jean Dufaux et Griffo (3 juin 2021)
40. Giacomo C. t. 15 : La Chanson des guenilles de Jean Dufaux et Griffo (15 juin 2021)
41. Les Chemins de Malefosse t. 4 : Face de suie, de Daniel Bardet et François Dermaut (29 juin 2021)
42. Les Chemins de Malefosse t. 5 : L'Or blanc, de Daniel Bardet et François Dermaut (16 juillet 2021)
43. Les Chemins de Malefosse t. 6 : Tschaggatta, de Daniel Bardet et François Dermaut (27 juillet 2021)
44. Les Chemins de Malefosse t. 7 : La Vierge, de Daniel Bardet et François Dermaut (10 août 2021)
45. Les Chemins de Malefosse t. 8 : L'Herbe d'oubli, de Daniel Bardet et François Dermaut (26 août 2021)
46. Les Chemins de Malefosse t. 9 : Plume de fer, de Daniel Bardet et François Dermaut (9 septembre 2021)
47. Les Chemins de Malefosse t. 10 : La Main gauche de Dieu, de Daniel Bardet et François Dermaut (21 septembre 2021)
48. Les Chemins de Malefosse t. 11 : Le Feu sur l'eau, de Daniel Bardet et François Dermaut (7 octobre 2021)
49. Les Chemins de Malefosse t. 12 : La Part du Diable, de Daniel Bardet et François Dermaut (21 octobre 2021)
50. Les Chemins de Malefosse t. 13 : Quiconque meurt..., de Daniel Bardet et Brice Goepfert (2 novembre 2021)
51. Les Chemins de Malefosse t. 14 : Franc-Routier, de Daniel Bardet et Brice Goepfert (16 novembre 2021)
52. Les Chemins de Malefosse t. 15 : Margot, de Daniel Bardet et Brice Goepfert (2 décembre 2021)
53. Les Pionniers du Nouveau Monde t. 1 : Le Pilori, de Jean-François Charles (16 décembre 2021)
54. Les Chemins de Malefosse t. 16 : Sacrale, de Daniel Bardet et Brice Goepfert (30 décembre 2021)
55. Les Chemins de Malefosse t. 17 : Les 7 Dormants, de Daniel Bardet et Brice Goepfert (13 janvier 2022)
56. Les Chemins de Malefosse t. 18 : Le Téméraire, de Daniel Bardet et Brice Goepfert (27 janvier 2022)
57. Les Chemins de Malefosse t. 19 : Rouge feu, de Daniel Bardet et Brice Goepfert (10 février 2022)
58. Les Chemins de Malefosse t. 20 : Quartus, de Daniel Bardet et Brice Goepfert (24 février 2022)
59. Les Chemins de Malefosse t. 21 : Plaie d'argent, de Daniel Bardet et Brice Goepfert (10 mars 2022)
60. Les Chemins de Malefosse t. 22 : Fortune vagabonde, de Daniel Bardet et Brice Goepfert (24 mars 2022)
61. Les Pionniers du Nouveau Monde t. 2 : Le Grand Dérangement, de Jean-François Charles (7 avril 2022)
62. Les Pionniers du Nouveau Monde t. 3 : Le Champ d'en-haut, de Jean-François et Maryse Charles (21 avril 2022)
63. Les Chemins de Malefosse t. 23 : Poisons d'Italie, de Daniel Bardet et Brice Goepfert (5 mai 2022)
64. Les Chemins de Malefosse t. 24 : Le Dernier Secret, de Daniel Bardet et Brice Goepfert (19 mai 2022)
65. Les Pionniers du Nouveau Monde t. 4 : La Croix de Saint-Louis, de Jean-François et Maryse Charles (31 mai 2022)
66. Les Pionniers du Nouveau Monde t. 5 : Du sang dans la boue, de Jean-François et Maryse Charles (16 juin 2022)
67. Les Pionniers du Nouveau Monde t. 6 : La Mort du loup, de Jean-François et Maryse Charles (30 juin 2022)
68. Les Pionniers du Nouveau Monde t. 7 : Crie-dans-le-vent, de Jean-François Charles et Ersel (15 juillet 2022)
69. Les Pionniers du Nouveau Monde t. 8 : Petit homme, de Jean-François Charles et Ersel (28 juillet 2022)
70. Les Pionniers du Nouveau Monde t. 9 : La Rivière en flammes, de Jean-François Charles et Ersel (11 août 2022)
71. Les Pionniers du Nouveau Monde t. 10 : Comme le souffle d'un bison en hiver, de Maryse et Jean-François Charles et Ersel (25 août 2022)
72. Les Pionniers du Nouveau Monde t. 11 : Le Piège de La Rochelle, de Maryse et Jean-François Charles et Ersel (8 septembre 2022)
73. Le Masque de fer t. 1 : Le Temps des comédiens, de Patrick Cothias et Marc-Renier (20 septembre 2022)
74. Les Pionniers du Nouveau Monde t. 12 : Le Murmure des grands arbres, de Maryse et Jean-François Charles et Ersel (30 septembre 2022)
75. Les Pionniers du Nouveau Monde t. 13 : Les Chemins croches, de Maryse et Jean-François Charles et Ersel (18 octobre 2022)

## Autour de la série
À la fin de chaque volume débutant une série est présent un dossier de quelques pages, centré sur le contexte historique des albums à venir.
La collection s'interrompt le 3 mars 2020 pour cause de virus COVID-19 ainsi que la fermeture des marchands de journaux. Elle reprend le 30 mai 2020.